# Steinklotz
Der Weinberg Steinklotz ist eine Weinlage im Elsass. Seit dem 17. Dezember 1992 ist die Lage Steinklotz Teil der Alsace Grand Cru Appellation und gehört damit zu den 50 potentiell besten Lagen des Elsass. Insgesamt wurden 40,60 Hektar Rebfläche zugelassen.
Die Lage befindet sich auf dem Gebiet der Gemeinde Marlenheim, nur ca. 20 km westlich von Straßburg entfernt. Das Gebiet befindet sich in einer Hügelzone, die den Vogesen vorgelagert ist. Der Weinberg liegt in südsüdöstlicher Exposition auf einer Höhe von 200 bis 315 m ü. NN und gilt als nördlicher Startpunkt der Elsässer Weinstraße. Durch die steile Hanglage unterhalb des Marlenbergs wird die Gefahr von Frostschäden nach dem Austrieb der Reben im Frühjahr minimiert, weil in den Nächten entstehende Kaltluft nicht über den Weinbergen liegen bleibt, sondern zur Ebene hin abgleiten kann. Die Vogesen im Westen bewahren das in seinem Lee gelegene Weinbaugebiet bei Südwest- oder Westwetterlagen vor zu viel Niederschlag. Daraus resultiert eine für die nördliche Lage überdurchschnittlich lange Sonnenscheindauer. Seine Böden entstanden in der Verwerfung von Saverne. Der Weinberg ruht auf einem Substrat aus Kalkstein des Erdzeitalters des oberen Muschelkalk und Mergel des Lettenkohlenkeupers. Vor allem am oberen Teil des Hangs ist der Mutterboden sehr steinig und nutzt somit die Sonnenbestrahlung des Tages gut aus, da die gespeicherte Wärme während der Nacht langsam abgegeben wird. Die Risse des Kalksteinsockels speichern darüber hinaus die Feuchtigkeit.

## Rebsorten
Die Lage und die Bodenqualität begünstigen den Anbau von Gewürztraminer (ca. 4 Hektar bestockte Rebfläche) und Riesling (ca. 5 Hektar bestockte Rebfläche). Darüber hinaus gibt es kleinere Anpflanzungen mit Pinot Gris (mit ca. 1,6 Hektar bestockter Rebfläche). Es stehen somit ca. 10,6 Hektar von den insgesamt 40,60 Hektar gemäß den Bedingungen der Appellation unter Ertrag. Prinzipiell dürfen auch die Rebsorten Muscat d’Alsace (also Muskat-Ottonel oder Muscat blanc à petits grains) angepflanzt werden.
Es wird aber auch in großem Stil Pinot Noir angebaut und seitens der Winzer bemüht man sich um Anerkennung dieser Sorte als Alsace Grand Cru.

## Geschichte
Schon Gregor von Tours berichtet bereits im Jahr 589 in seinem Werk Historia Francorum, dass die Lage im Besitz des Merowinger-Königs Childebert II. gewesen ist. Es handelt sich dabei um die früheste schriftliche Dokumentation zu einer Weinlage im Elsass. Dagobert I. übertrug im Jahr 613 den Besitz an die Abtei von Haslach.
Noch heute heißt eine Gemarkung des Bergs Zum König.